# Saurita afflicta
Saurita afflicta är en fjärilsart som beskrevs av Druce 1884. Saurita afflicta ingår i släktet Saurita och familjen björnspinnare. Inga underarter finns listade.